# Château-d'Œx
Pour les articles homonymes, voir Château (homonymie).
 (janvier 2025).
La mise en forme du texte ne suit pas les recommandations de Wikipédia : il faut le « wikifier ».
Les points d'amélioration suivants sont les cas les plus fréquents. Le détail des points à revoir est peut-être précisé sur la page de discussion.
- Les titres sont pré-formatés par le logiciel. Ils ne sont ni en capitales, ni en gras.
- Le texte ne doit pas être écrit en capitales (les noms de famille non plus), ni en gras, ni en italique, ni en « petit »…
- Le gras n'est utilisé que pour surligner le titre de l'article dans l'introduction, une seule fois.
- L'italique est rarement utilisé : mots en langue étrangère, titres d'œuvres, noms de bateaux, etc.
- Les citations ne sont pas en italique mais en corps de texte normal. Elles sont entourées par des guillemets français : « et ».
- Les listes à puces sont à éviter, des paragraphes rédigés étant largement préférés. Les tableaux sont à réserver à la présentation de données structurées (résultats, etc.).
- Les appels de note de bas de page (petits chiffres en exposant, introduits par l'outil «  Source ») sont à placer entre la fin de phrase et le point final[comme ça].
- Les liens internes (vers d'autres articles de Wikipédia) sont à choisir avec parcimonie. Créez des liens vers des articles approfondissant le sujet. Les termes génériques sans rapport avec le sujet sont à éviter, ainsi que les répétitions de liens vers un même terme.
- Les liens externes sont à placer uniquement dans une section « Liens externes », à la fin de l'article. Ces liens sont à choisir avec parcimonie suivant les règles définies. Si un lien sert de source à l'article, son insertion dans le texte est à faire par les notes de bas de page.
- La présentation des références doit suivre les conventions bibliographiques. Il est recommandé d'utiliser les modèles {{Ouvrage}}, {{Chapitre}}, {{Article}}, {{Lien web}} et/ou {{Bibliographie}}. Le mode d'édition visuel peut mettre en forme automatiquement les références.
- Insérer une infobox (cadre d'informations à droite) n'est pas obligatoire pour parachever la mise en page.

Pour une aide détaillée, merci de consulter Aide:Wikification.
Si vous pensez que ces points ont été résolus, vous pouvez retirer ce bandeau et améliorer la mise en forme d'un autre article.
Château-d'Œx, (prononcé traditionnellement [ ʃɑtodɛ], mais aujourd’hui fréquemment [ ʃatode]) est une commune suisse du canton de Vaud, située dans le district de la Riviera-Pays-d'Enhaut.

## Histoire
La première trace d'habitat saisonnier est un abri de chasseurs-cueilleurs situé à 1200 mètres d'altitude au pied du Vanil Noir datant de la période mésolithique. Des fouilles archéologiques y ont été conduites entre 1989 et 1999. A l'été 2011, la Division archéologie et le Musée cantonal d’archéologie et d’histoire de Lausanne ont reconduit des recherches sur le site.
Les noms de lieux-dits comme Combe (vallée), Joeur (forêt), Man (rocher), indiquent une présence celtique. L'étymologie du nom d'Oex est débattu et parfois présentée comme d'origine celtique (Ogo, haut-pays).
L'historien britannique David Birmingham indique que le manque de fer et la pauvreté des sols expliqueraient les raisons de l'absence de romanisation.
Dès le Xe siècle, le pays d'Ogoz (de la Tine à Gessenay)recouvre Château-d'Oex sous l'autorité du Comté de Gruyère. Au XIe siècle, une tour militaire est construite au sommet de la colline de La Motte.
Sous l'autorité du Prieuré clunisien de Rougemont, l'église Saint-Donat est édifiée et mentionnée pour la première fois en 1175. Certaines sources la place près de la Villa d'Oex, sur le lieu-dit "Ou Chanoz" (Au Chêne).

Conservée au Musée du Pays-d'Enhaut, la Pancarte de Rougemont est le manuscrit plus ancien retrouvé dans la vallée et concerne également Château-d'Oex. Le document date 1115 et rapporte un accord de patronage entre le prieuré de Rougemont et les Comtes de Gruyère, engagé trente ans plus tôt à l'époque de la Première croisade. D'après un article de l'historien Robert Werner dans la Revue Historique vaudoise paru en 1934, ce patronage peut être étendu à tout le Pays-d'Enhaut:
On désigne sous le nom de « pancarte », en historiographie, une charte qui énumère et résume les titres et droits afférant à des donations de terres, faites à des époques différentes et par des personnes différentes. (…) désigne le document officiel par lequel les fondateurs du prieuré de Rougemont et leurs successeurs immédiats reconnaissent avoir donné « à Dieu et à saint Pierre de l’église de Cluny » des terres et droits dans la commune actuelle de Rougemont et ailleurs encore. 
Les vallées sont déboisées, l'agriculture (orge et foin, chanvre, fabrication de petits fromages) et la menuiserie se développent. Le comte de Gruyère veille à protéger militairement ses terres. Au XIVe siècle, les fortifications sur  la colline de la Motte sont reconstruites et une nouvelle église est édifiée. La site de Château Cottier daterait de cette période.
Plusieurs grands incendies ont lieu en 1664 et 1741 qui détruisent une partie du village.
Le 22 mars 1798, le Pays-d'Enhaut est rattaché au canton de Vaud.
En 1800, un troisième grand incendie à l'endroit de la colline de la Motte détruit presque tout le village, dont l'église.
À la fin du XIXe siècle, le tourisme se développe au Pays-d'Enhaut. En 1868, la route du Col des Mosses est ouverte. Le Chemin de fer Montreux Oberland bernois arrive en 1904 à Château-d'Oex.
En 1877, le journal Le Progrès de Château-d'Oex a été crée par des proches du Parti radical. À partir de 1882, une autre presse est lancée par des représentants du Parti libéral, le Journal de Château d'Oex. En 1941, les deux journaux concurrents fusionnent jusqu'à la création du Journal du Pays-d'Enhaut en 1989.

## Géographie

### Situation

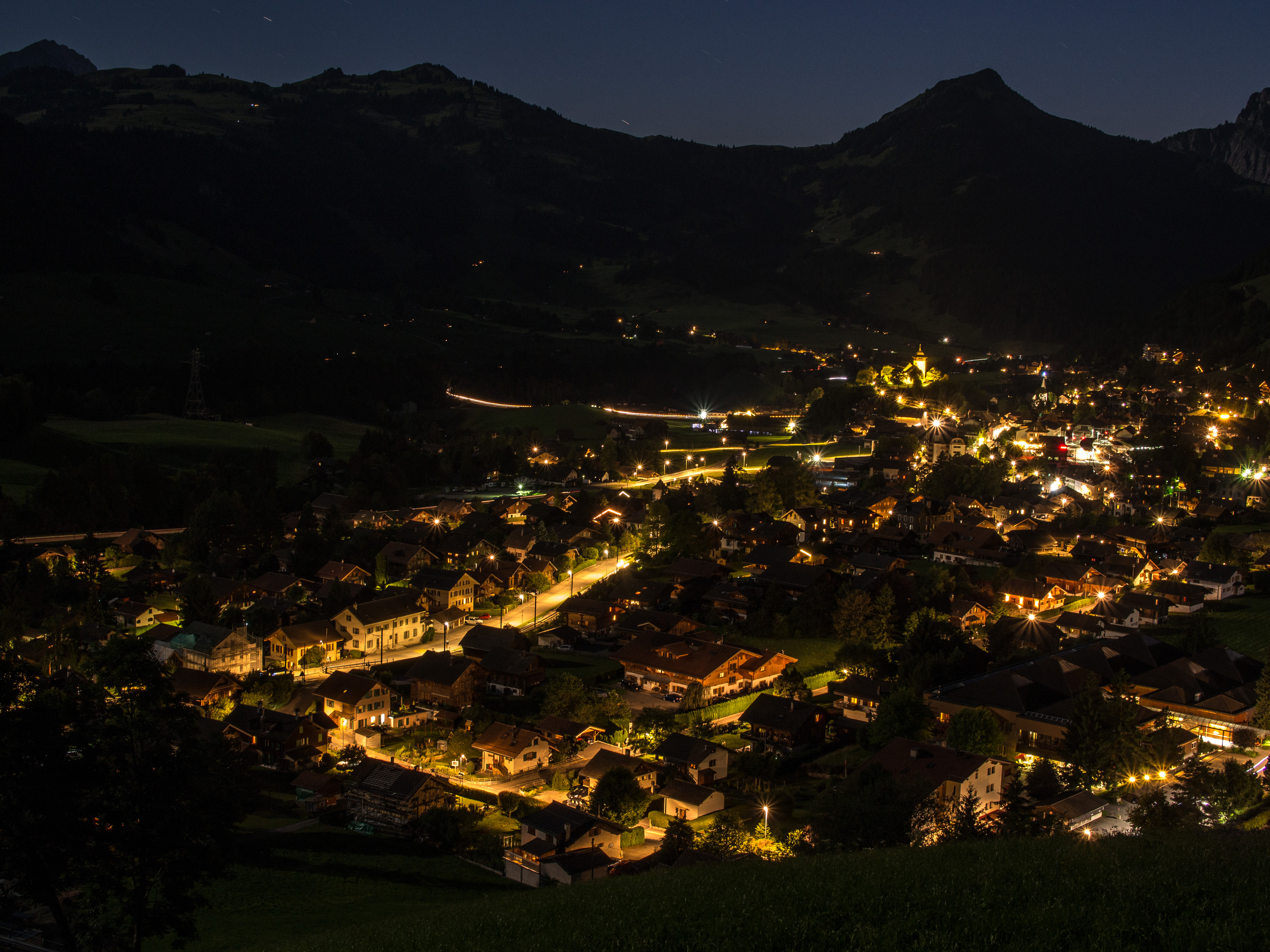
Village de nuit

Photo aérienne (1964).

La commune est située dans la partie vaudoise de la vallée de la Sarine comprise entre le Saanenland dans le canton de Berne (en français : Gessenay) en amont et l'Intyamon dans le canton de Fribourg en aval, à 1 000 m d’altitude environ.
Château-d’Œx est la plus grande commune du canton de Vaud, avec une superficie de 113,71 km2,. Lors du relevé de 2013-2018, les surfaces d'habitations et d'infrastructures représentaient 3,0 % de sa superficie, les surfaces agricoles 44,2 %, les surfaces boisées 36,5 % et les surfaces improductives 16,2 %.
L'altitude minimale du territoire communal est de 870 m au niveau de la Sarine, l'altitude moyenne de 1 489 m et le point culminant est situé à 2 548 mètres d'altitude au sommet du Tarent sur la crête Pic Chaussy - Cape au Moine.
La commune comprend plusieurs villages et hameaux. Outre Château-d’Œx, le chef-lieu, les plus importants sont Les Moulins et Les Granges, au fond de la vallée, ainsi que L’Étivaz et La Lécherette, sur la route du col des Mosses.
La commune est située au cœur du parc naturel régional Gruyère Pays-d'Enhaut, dont elle abrite le siège.

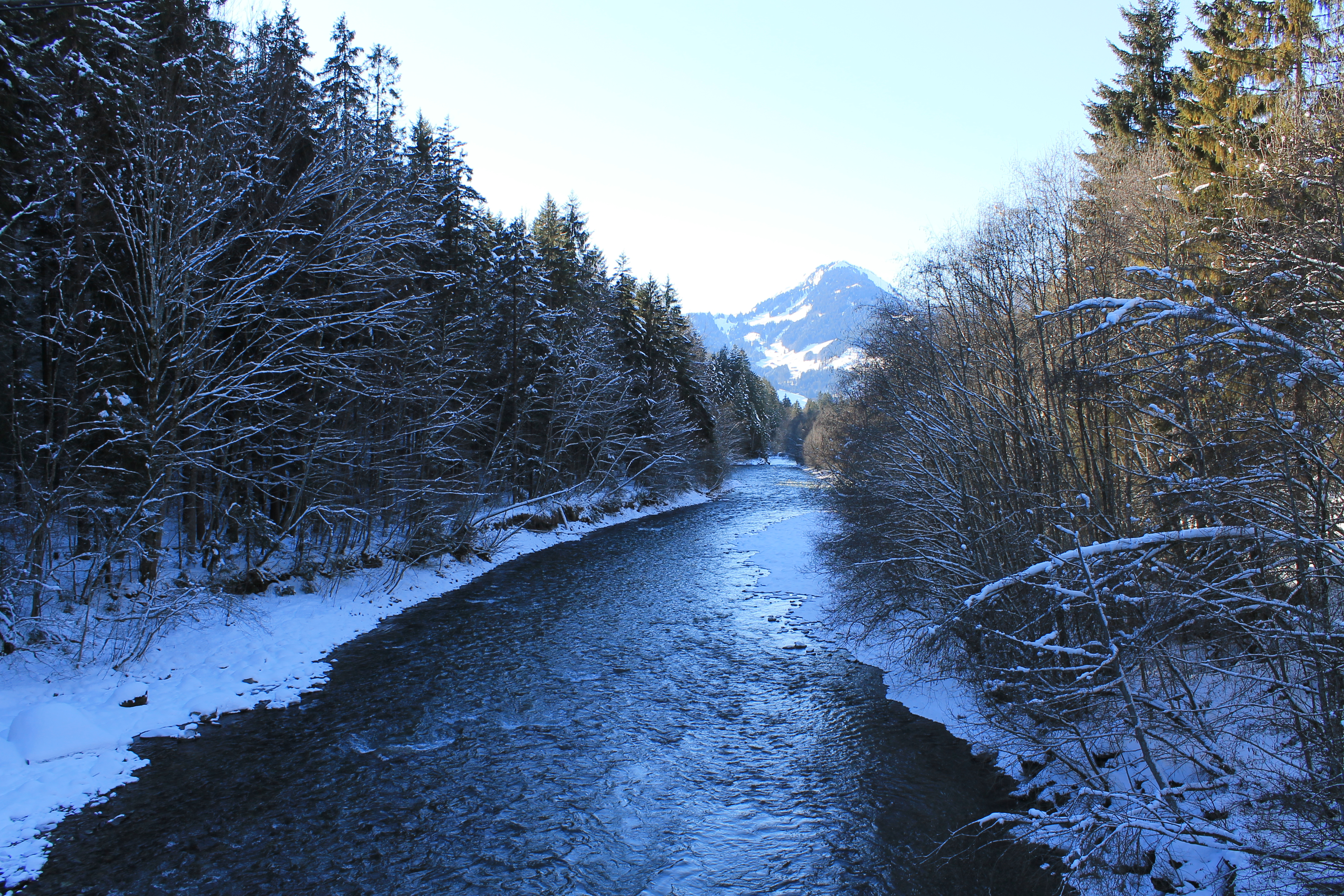
La Sarine depuis le pont Turrian

### Climat
En 2012, la température la plus basse mesurée a été de −18,5 °C, la plus élevée de +31,1 °C, et la plus forte rafale a dépassé les 70 km/h (2004).
| Mois                                        | jan. | fév. | mars | avril | mai  | juin         | jui. | août         | sep.       | oct. | nov. | déc.         | année |
| ------------------------------------------- | ---- | ---- | ---- | ----- | ---- | ------------ | ---- | ------------ | ---------- | ---- | ---- | ------------ | ----- |
| Température minimale moyenne (°C)           | −6,3 | −5,3 | −2,7 | 0,6   | 4,7  | 7,9          | 9,9  | 9,4          | 7          | 3,2  | −1,8 | −5,3         | 1,8   |
| Température moyenne (°C)                    | −2,7 | −1,4 | 1,5  | 5,1   | 9,5  | 12,8         | 15   | 14,4         | 11,6       | 7,2  | 1,7  | −2           | 6,1   |
| Température maximale moyenne (°C)           | 2,1  | 3,8  | 6,9  | 10,8  | 15,5 | 18,7         | 21,5 | 20,7         | 18         | 13,4 | 6,8  | 2,6          | 13,7  |
| Précipitations (mm)                         | 101  | 100  | 101  | 102   | 113  | 147          | 128  | 142          | 99         | 101  | 115  | 116          | 1 366 |
| dont neige (cm)                             | 68   | 59,5 | 52,7 | 29,4  | 1,8  | 0,1          | 0    | 0            | 0          | 6,9  | 35,7 | 60           | 314,1 |
| Record de pluie en 24 h (mm) date du record |      |      |      |       |      | 76,9 1973/23 |      | 83,2 1978/07 | 90 1968/21 |      |      | 74,3 1991/21 |       |
| Nombre de jours avec précipitations         | 11,6 | 10,7 | 12,3 | 12,1  | 14,4 | 13,8         | 11,8 | 12,6         | 9,1        | 8,5  | 10,6 | 11,6         | 139,1 |
| Humidité relative (%)                       | 82   | 80   | 78   | 76    | 75   | 74           | 72   | 75           | 79         | 81   | 83   | 83           | 78    |
| Nombre de jours avec neige                  | 9,1  | 7,6  | 7    | 4,3   | 0,4  | 0            | 0    | 0            | 0          | 1    | 4,4  | 7,3          | 41,1  |

### Transports

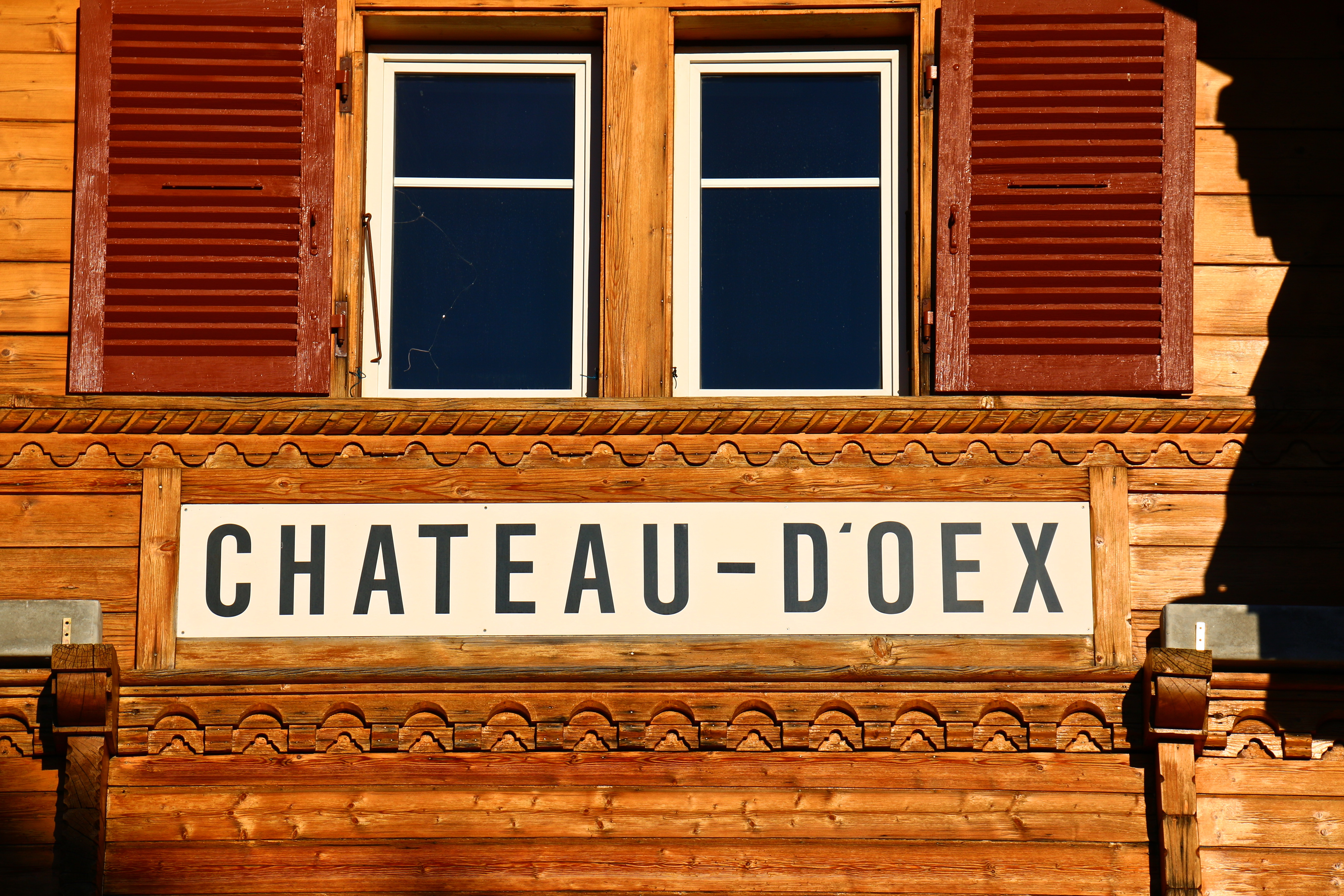
Gare de Château-d'Œx.

- Sur la ligne ferroviaire Montreux-Oberland Bernois (MOB), gares de Château-d'Œx et de Château-d'Œx La Palaz.
- À Montbovon, liaison TPF avec Bulle.
- Autoroute A9 (Brigue-Lausanne-Vallorbe)  17 (Aigle) via Col des Mosses.
- Autoroute A12 (Vevey-Fribourg-Berne)  4 (Bulle) via Montbovon.
- Autoroute A6 (Lyss-Berne-Thoune)  19 (Wimmis) via Zweisimmen.
- Aérodrome de Saanen.

## Population et société

### Gentilé et surnoms
Les habitants de la commune se nomment les Damounais (du patois vaudois Damounâi, soit le pays d'amont).
Ils sont surnommés les Favotais ou les Favotains, soit les cultivateurs de fèves, et les Indécis (lè Medâi).

### Démographie

#### Évolution de la population
La commune compte 3 624 habitants au 31 décembre 2023 pour une densité de population de 32 hab/km2. Sur la période 2010-2023, sa population a augmenté de 12,2 % (canton : 18,6 % ; Suisse : 9,4 %).  

#### Pyramide des âges
En 2023, le taux de personnes de moins de 30 ans s'élève à 29,5 %, au-dessous de la valeur cantonale (34,6 %). Le taux de personnes de plus de 60 ans est quant à lui de 31,3 %, alors qu'il est de 22,5 % au niveau cantonal.
La même année, la commune compte 1 751 hommes pour 1 873 femmes, soit un taux de 48,3 % d'hommes, inférieur à celui du canton (49,1 %).
| Hommes | Classe d’âge | Femmes |
| ------ | ------------ | ------ |
| 1,0    | 90 ans ou +  | 2,5    |
| 8,7    | 75 à 89 ans  | 12,4   |
| 19,4   | 60 à 74 ans  | 18,5   |
| 20,2   | 45 à 59 ans  | 21,3   |
| 19,4   | 30 à 44 ans  | 17,7   |
| 14,8   | 15 à 29 ans  | 13,1   |
| 16,5   | - de 14 ans  | 14,5   |

| Hommes | Classe d’âge | Femmes |
| ------ | ------------ | ------ |
| 0,6    | 90 ans ou +  | 1,4    |
| 6,5    | 75 à 89 ans  | 8,7    |
| 13,5   | 60 à 74 ans  | 14,3   |
| 20,9   | 45 à 59 ans  | 20,9   |
| 22,3   | 30 à 44 ans  | 21,7   |
| 19,6   | 15 à 29 ans  | 17,7   |
| 16,6   | - de 14 ans  | 15,3   |

## Sports

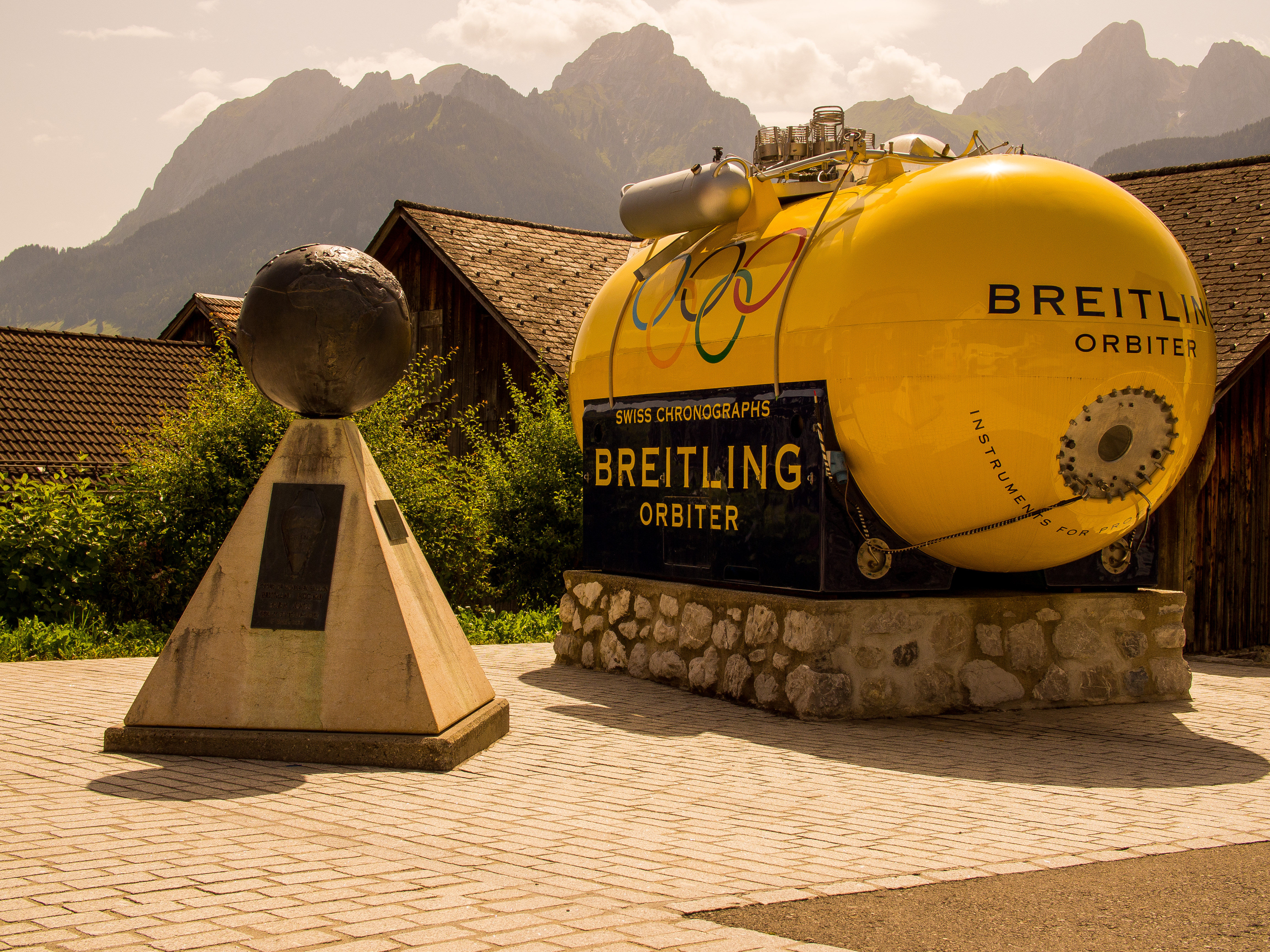
La capsule Breitling

- 1922 et 1924 : Le Hockey Club Château-d'Oex devient champion international suisse avec dans ses rangs un joueur international local en la personne d'Édouard Mottier qui participa en 1924 aux Jeux olympiques de Chamonix.
- 1956 : Madeleine Berthod remporte la descente femme des jeux olympiques de Cortina d'Ampezzo (Italie).
- 1997 : les championnats du monde de VTT ont lieu à Château-d'Œx.
- 1999 : Bertrand Piccard et Brian Jones décollent le 1er mars de Château-d'Œx et effectuent le 1er tour du monde sans escale en ballon rozière, atterrissant le 21 mars en Égypte après 20 jours et 40 805 km.
- 2011 : Mike Aigroz[22] s'est distingué lors du mythique « Ironman » d'Hawaï. Le Vaudois de 33 ans a effectué les 3,8 km à la nage, 180 km à vélo et les 42,195 km de course à pied en 8 h 21 min 7 s. Ce temps lui a valu la 6e place.
- 2018 : fermeture des remontées mécaniques de la Braye[23].

- En 2025, il existe les équipements saisonniers suivants : patinoire en plein air[24], jardin des neiges[25], piscine découverte[26], tennis, etc.

## Culture et patrimoine
- Le musée du Pays-d'Enhaut[27] : mobilier local, outils et collection de papier découpé avec les œuvres de Johann Jakob Hauswirth (1809-1871), Louis Saugy (1871-1953) et Monica Gallopin-de Cussy (1930-2015).
- La bibliothèque du Pays-d'Enhaut[28]
- Le cinéma Eden[29]
- L'espace Ballon[30]

### Manifestations

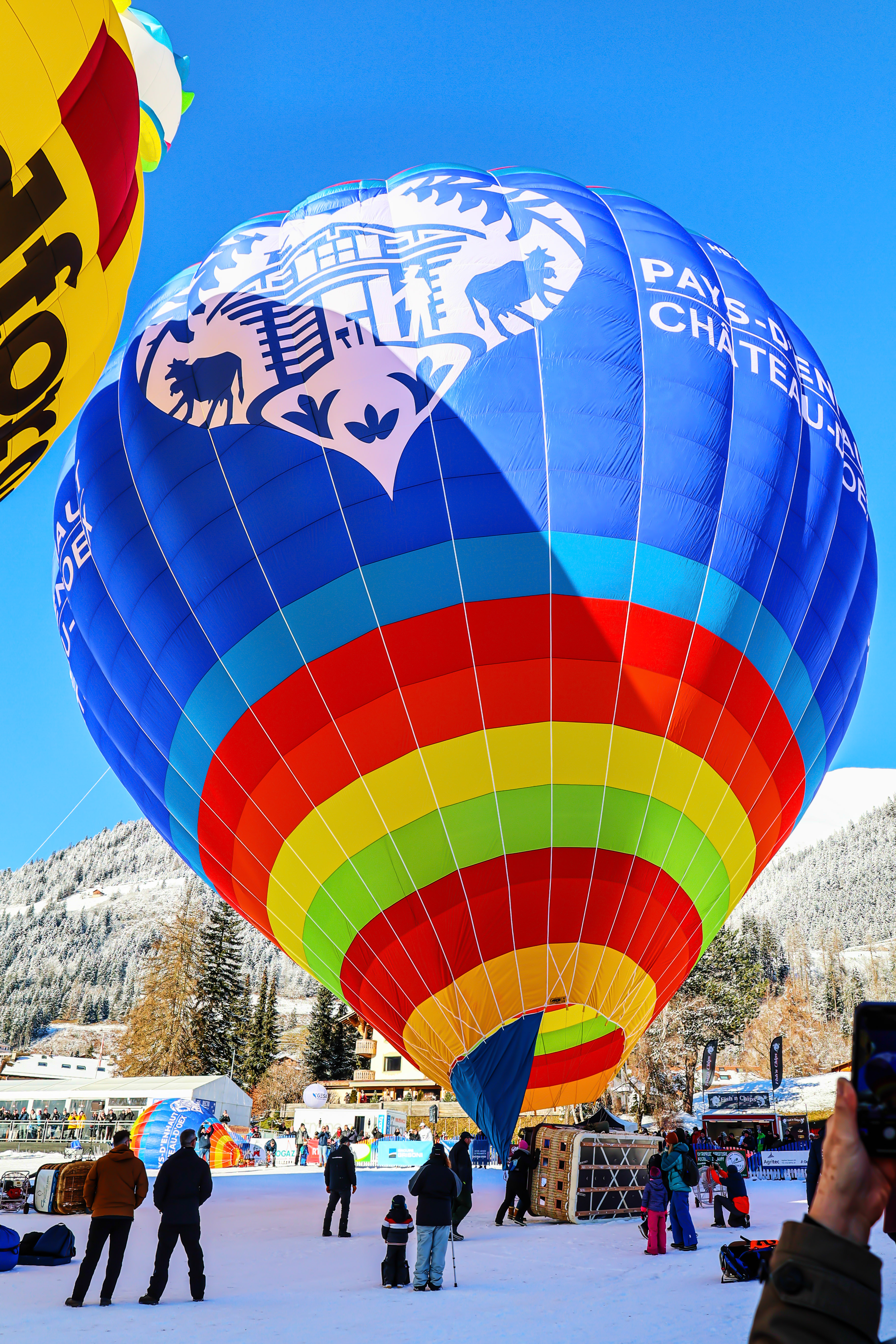
Le Festival International de Ballons (FIB)

De 1996 à 2004, Château-d'Œx a accueilli le World Music Festiv'Alpe.
- Festival International de Ballons (ballons à air chaud)[31]

- Festival le Bois Qui Chante[32]
- Festival au Pays des Enfants[33]
- Meeting International VW

### Personnalités connues
- Ernest Ruchonnet, né le 14 mars 1832 à Château-d'Œx et mort le 29 juin 1904 à Broc. Conseiller d'État (1873-1881), directeur de la Banque cantonale vaudoise (1881-1892) et directeur de la compagnie de chemin de fer du Jura-Simplon entre 1892 et 1904, il fut l'un des artisans de la construction du tunnel du Simplon[34].
- Le chef d'orchestre Victor Desarzens, né le 27 octobre 1908 à Château-d'Œx et décédé le 13 février 1986 à Villette (Lavaux) (dans le canton de Vaud), l'un des pionniers de la vie musicale en Suisse romande.
- L'acteur Billy Kearns y a passé la fin de sa vie.
- L'acteur anglais David Niven y a séjourné très longtemps. Il y est mort le 29 juillet 1983. Sa tombe se trouve au cimetière du village et une rue porte son nom.
- L'artiste Maurits Cornelis Escher y a vécu deux ans.
- L'artiste en découpage Anne Rosat réside aux Moulins depuis 1958.
- L'aventurier et explorateur Mike Horn y réside depuis les années 1990.